# Redes sociais da Prefeitura de Curitiba
As redes sociais da Prefeitura de Curitiba, também conhecidas como Prefs, surgiram em 2013 e se tornaram as páginas institucionais mais populares do Brasil, superando páginas de grandes cidades, como São Paulo. Ela ficou famosa por sua informalidade, com os memes de capivara virando o símbolo da cidade.

## História
As páginas no Facebook e Twitter foram criadas pelo Departamento de Internet e Mídias Sociais da prefeitura de Curitiba em março de 2013, durante a gestão de Gustavo Fruet (PDT) e sob surpervisão do Secretário de Comunicação Social da Prefeitura de Curitiba, o jornalista Gladimir Nascimento. Marcos Giovanella, o diretor de mídias sociais da Prefeitura, não conseguiu encontrar casos nacionais de sucesso de páginas institucionais, e buscou inspiração no exterior. A página se tornou um grande sucesso devido a sua informalidade, e a capivara virou o símbolo da cidade nas redes sociais. Em 2016, as páginas saíram do ar temporariamente por causa das eleições municipais, onde Rafael Greca (PMN) foi eleito prometendo extinguir as capivaras virtuais. Por isso, havia o temor que as redes sociais fossem fechadas, mas elas voltaram ao ar após o segundo turno.

## Conteúdo

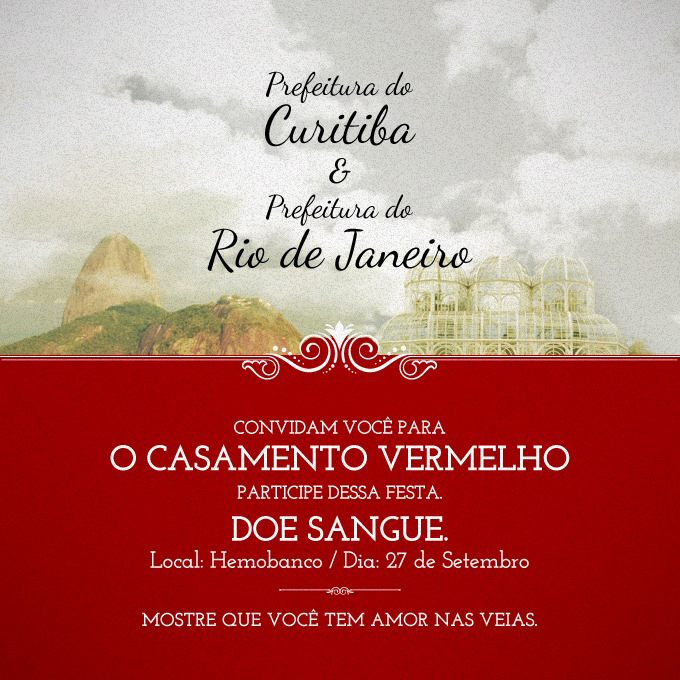
As prefeituras de Curitiba e do Rio de Janeiro "se casaram" no dia 27 de setembro de 2014

A página ficou conhecida pelas suas postagens humorísticas, como o uso de memes. como a criação da lenda urbana da minhoca de Curitiba. Nela, a estátua da Minhoca Gigante em frente ao Museu Oscar Niemeyer teria sido criada por jesuítas por haver uma cobra gigante vivendo nos túneis do município. Outro meme de sucesso foi o das capivaras, que foi criado pelo jornalista e então diretor do departamento, Álvaro Borba, para quebrar com o estilo de comunicação da gestão anterior. O meme foi tão bem-sucedido que se tornou uma fonte de renda para o Instituto Pró-Cidadania de Curitiba.
A página também fazia posts institucionais de forma mais leve, como informações sobre shows, campanhas de vacinação ou sobre o clima da cidade. Neles, era comum referências a obras famosas da cultura pop, como Super Mario, Game of Thrones, Harry Potter, Dragon Ball Z e outros.
Ainda havia uma grande interação com outras páginas de prefeitura. Em 2014, os seguidores das páginas pediram que a Prefeitura de Curitiba se casasse com a Prefeitura do Rio de Janeiro. A Prefeitura de Curitiba respondeu que prefeituras não poderiam se casar, mas a Prefeitura do Rio entrou na piada e fez diversos pedidos de casamento. A Prefs finalmente aceitou e foi marcado no dia 27 de setembro o Casamento Vermelho, onde, além da festa, os participantes poderiam doar sangue. No dia marcado, a doação de sangue triplicou. Em outro caso, uma capivara foi encontrada "perdida" na página da Prefeitura de Santos, o que gerou debates sobre questões ambientais.

## Repercussão
Em pouco tempo, as redes sociais se tornaram as mais acessadas entre as capitais brasileiras. No ano de estreia, o Twitter da Prefeitura já contava com 16 mil seguidores, ultrapassando a página da Prefeitura de São Paulo. Em 2015, 56% das pessoas que seguiam as redes sociais de Curitiba vinham de outros estados. No Facebook, em 2017 a Prefeitura contava com 846 mil seguidores; já a Prefeitura de São Paulo contava com 38% do número, apenas 323 mil. Diversas prefeituras copiaram a fórmula da página.

## Prêmios
- Prêmio Share, nas categorias de SAC 2.0 e Melhor Campanha Integrada (2015)[7]